# Pacita Madrigal-Gonzales

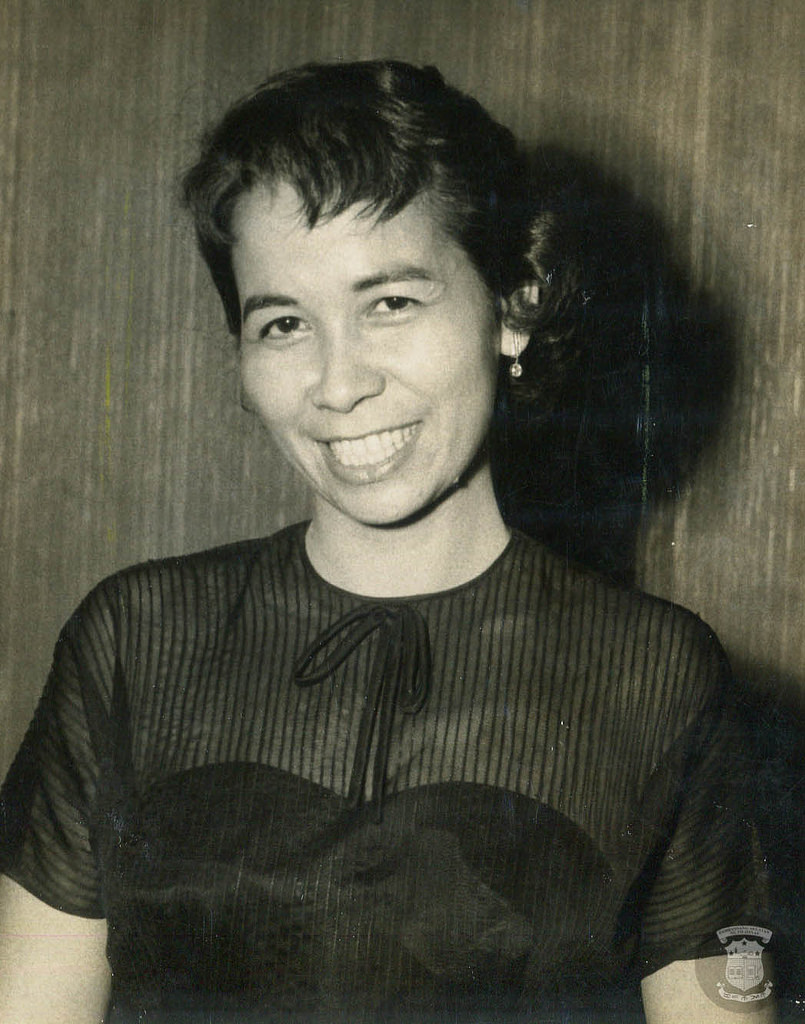
Pacita Madrigal-Gonzales

Pacita P. Madrigal-Gonzales, voorheen Pacita Madrigal-Warns (Manilla, 4 mei 1915 – 12 september 2008) was een Filipijns kabinetslid en senator. Madrigal was een dochter van zakenmagnaat Vicente Madrigal en een tante van Maria Ana Madrigal.

## Biografie
Pacita Madrigal werd geboren op 4 mei 1915 in Manilla. Haar ouders waren Susana Paterno en Vicente Madrigal, een invloedrijke zakenmagnaat. Ze studeerde aan de Philippine Women's University, waar ze in drie jaar `tijd als beste van haar jaar afstudeerde. Ook studeerde ze bedrijfseconomie aan de University of Santo Tomas, waar ze haar diploma magna cum laude behaalde. Ook studeerde ze nog aan Le College Feminine de Bouffemont in Parijs en Dale Carnegie Course and Powers School in New York. Ten tijde van de aanval op Pearl Harbor en kort daarop de Filipijnen, was ze in de Verenigde Staten ging ze als vrijwilligster voor het Rode Kruis werken in het Walter Reed Hospital.
Na de Tweede Wereldoorlog begon ze een balletschool. Ook begon ze politiek actief te worden. In 1952 sloot ze zich aan bij de League of Women Voters en bezocht namens deze organisatie het driejaarlijkse congres van de vrouwenorganisatie International Allience of Women in Napels. Ook was ze lid van de Filipijnse delegatie bij de zevende algemene bijeenkomst van UNESCO in Geneve en Parijs. In 1953 richtte ze de Womens Magsaysay for President Movement op. Na de winst van Ramon Magsaysay bij de presidentsverkiezingen werd ze in 1954 benoemd in diens kabinet als hoogste baas van Sociale Zekerheid. In 1955 nam ze ontslag om mee te kunnen doen aan de senaatsverkiezingen van 1955. Ze behaalde de meeste stemmen van alle kandidaten en werd daarmee de tweede vrouw ooit in de Senaat. In de Filipijnse Senaat was ze voorzitter van de senaatscommissies voor Sociale rechtvaardigheid en Gemeenschapsontwikkeling en Welvaren.
In 1961 stelde ze opnieuw verkiesbaar voor een zetel in de Senaat. Haar populariteit was echter flink gedaald door beschuldigingen over misbruik van overheidsgelden in 1956 en ze slaagde er niet in herkozen te worden.
Pacita Madrigal overleed in 2008 op 93-jarige leeftijd. Ze was getrouwd met Herman Warns, een voormalig vicepresident en general manager van Manila Gas Corporation. Na diens dood trouwde ze in 1956 met afgevaardigde Gonzalo Gonzales.